# دنيس رافائيل
دنيس رافائيل هو أكاديمي كندي، ولد في عقد 1950.